# 2012년 12월 산리쿠 해역 지진
2012년 산리쿠 해역 지진(일본어: 三陸沖地震 산리쿠오키지신[*])은 일본에서 2012년 12월 7일 17시 18분 (JST)에 발생한 규모 M7.3의 지진이다. 도호쿠 지방 연안을 중심으로 해일 경보와 해일 주의보가 발령됐으나 2시간 후에 해제되었다. 미야기현 이시노마키시 아유카와에서 98cm의 해일을 관측했다.

## 진도
일본 기상청 진도 계급 5약 이상을 관측한 곳은 다음과 같다.
| 진도 | 도도부현   | 시구정촌                    |
| ---- | ---------- | --------------------------- |
| 5약  | 아오모리현 | 하치노헤시 하시카미정       |
| 5약  | 이와테현   | 모리오카시 다키자와시       |
| 5약  | 미야기현   | 구리하라시 마루모리정       |
| 5약  | 이바라키현 | 히타치오타시 히타치오미야시 |
| 5약  | 도치기현   | 이치카이정                  |

## 같이 보기
- 일본의 지진 목록